# 허용 (야구인)
허용(許容, 1982년 2월 3일~)은 대한민국의 야구 선수, 지도자이다. 선수 시절 KBO 리그의 LG 트윈스와 한화 이글스에서 외야수로 뛰었다. 당시 등번호는 69번이다.

## 출신 학교
- 선린정보산업고등학교 (2000년 졸업)
- 경희대학교 (2000학번-2004년 졸업)

## 통산 기록
2004년 9월 21일 잠실 현대전 5회 초구 타격 아웃
7회0-2 삼진 9회 2-2삼진(0/3)